# Раздобарино (Смоленская область)
Раздобарино — деревня в Холм-Жирковском районе Смоленской области России. Входит в состав Батуринского сельского поселения. Население — 25 жителей (2007 год). 
Расположена в северной части области в 44 км к северо-западу от Холм-Жирковского, в 10 км юго-восточнее автодороги Р136 Смоленск — Нелидово. В 29 км восточнее деревни расположена железнодорожная станция Никитинка на линии Дурово — Владимирский Тупик. 

## История
В годы Великой Отечественной войны деревня была оккупирована гитлеровскими войсками в октябре 1941 года, освобождена в марте 1943 года.